# Katharina Henckel von Donnersmarck
Katharina Henckel von Donnersmarck (z domu Slepzow; ur. 16 lutego 1862 w St. Petersburgu, zm. 10 lutego 1929 w Kozłowej Górze) – druga żona Guido Henckela, księcia Donnersmarcka.

## Życie

### Pochodzenie i młodość
Katarzyna (ros. Jekatierina Wasiljewna Slepcowa, ur. Слепцова) pochodziła z rosyjskiego rodu szlacheckiego Slepzow. Była córką Wasilija Aleksandrowicza Slepzowa (1830–1873) i Zofii Filipowny z domu Christianowicz. Jej rodzina należała do elity Imperium Rosyjskiego, co umożliwiło Katarzynie staranne wychowanie i edukację. Uczęszczała do elitarnego Instytutu Smolnego Szlachetnie Urodzonych Panien w Petersburgu, który ukończyła w roku 1879 jako jedna z absolwentek 47. promocji.
W młodości Katarzyna obracała się w kręgach arystokracji petersburskiej. Jej status społeczny oraz kontakty rodzinne zaowocowały wprowadzeniem jej na dwór towarzyski stolicy Rosji. Wkrótce wyszła za mąż po raz pierwszy, wiążąc swoje życie z kręgami rosyjskiej administracji carskiej.

### Pierwsze małżeństwo
W pierwszym małżeństwie Katarzyna Slepzow poślubiła Nikołaja Walerianowicza Murawjowa – rosyjskiego polityka i dyplomatę. Związek ten zawarto prawdopodobnie na początku lat 80. XIX wieku. Murawjow, starszy od niej o 12 lat (ur. 1850), należał do znanej rodziny urzędniczej (był bratankiem gubernatora Syberii gen. Nikołaja Murawjowa-Amurskiego) i zrobił karierę w rosyjskiej służbie państwowej. Był prawnikiem, wykładowcą prawa karnego, a zasłynął jako prokurator skazujący zamachowców odpowiedzialnych za zabójstwo cara Aleksandra II. Później pełnił funkcję ministra sprawiedliwości Imperium Rosyjskiego w latach 1894–1905 oraz został mianowany ambasadorem Rosji we Włoszech (1905–1908). Z tego małżeństwa Katarzyna miała syna Michaiła (ur. 1882). Niestety, dziecko zmarło w niemowlęctwie w 1884 roku. 
Wkrótce potem pogorszyły się relacje między małżonkami. Ich związek zakończył się rozwodem (formalnie przed 1887 rokiem). Współcześni komentatorzy upatrywali przyczynę rozpadu małżeństwa w skandalu obyczajowym: Murawjow miał przedstawić żonie znanego rosyjskiego arystokratę i bogacza, księcia Pawła Pawłowicza Demidowa, 2. księcia San Donato. Między Katarzyną a Demidowem zrodziła się zażyłość, która skłoniła ją do porzucenia męża. Uciekła z Demidowem do Włoch i pozostała u jego boku aż do jego śmierci w 1885 roku. Sam Murawjow również spędził schyłek życia na emigracji we Włoszech (zmarł w 1908 r.). Rozwód z pierwszym mężem otworzył Katarzynie drogę do nowego życia poza Rosją, w realiach zachodnioeuropejskiej arystokracji przemysłowej.

### Małżeństwo z Guido Henckel von Donnersmarckiem
Po kilku latach od rozwodu, Katarzyna ponownie wyszła za mąż. Jej drugim mężem został Guido Henckel von Donnersmarck – śląski magnat przemysłowy, jeden z najbogatszych ludzi Cesarstwa Niemieckiego tamtej epoki. Guido Henckel von Donnersmarck był wdowcem po słynnej paryskiej kurtyzanie Blanche Lafitte (znanej jako markiza La Païva), która zmarła w 1884 roku. Około dwa lat po śmierci pierwszej żony, Guido poznał Katarzynę Slepzow. Ich ślub odbył się 11 maja 1887 w Wiesbaden w Niemczech. W chwili zawarcia małżeństwa ona miała 25 lat, on zaś 56 – był więc od niej o 31 lata starszy.
Jako żona hrabiego (od 1901 r. – księcia) Henckel von Donnersmarcka, Katarzyna otrzymała tytuł hrabiny, a następnie księżnej Donnersmarck. Małżeństwo to umocniło jej pozycję społeczną – stała się członkinią elity pruskiej i śląskiej arystokracji. Para mieszkała głównie na Górnym Śląsku, gdzie znajdowały się rozległe posiadłości Donnersmarcków, m.in. rezydencje w Świerklańcu i Reptach koło Tarnowskich Gór. W latach 1870–1875 Guido wybudował nowy okazały pałac w Kozłowej Górze – niewielkiej miejscowości wchodzącej w skład jego dóbr ziemskich. Pałac ten stał się jednym z domów rodziny.
Związek Guido i Katarzyny zaowocował narodzinami dwojga dzieci. W 1888 roku urodził się ich starszy syn Guido Otto Karol Łazarz, zwany w rodzinie Guidotto. W 1890 roku przyszedł na świat młodszy syn, Kraft (Raoul Paul Alfred Ludwig Guido). Wychowaniu synów Katarzyna poświęcała wiele uwagi. Jako prawosławna z pochodzenia, zdecydowała się wychować dzieci w wierze prawosławnej, mimo iż rodzina Donnersmarcków tradycyjnie należała do wyznania katolickiego. Ta decyzja była nietypowa w kręgach śląskiej arystokracji, lecz świadczy o przywiązaniu Katarzyny do własnych korzeni religijnych.
W życiu towarzyskim i rodzinnym Donnersmarcków Katarzyna pełniła rolę gospodyni wystawnych przyjęć i spotkań. Jej mąż, sprawując funkcje polityczne i gospodarcze (m.in. członka pruskiej Izby Panów oraz zaufanego doradcy kanclerza Bismarcka), wprowadził ją na salony Berlina i Wiednia. Katarzyna była opisywana jako jedna z najbardziej wpływowych i majętnych dam w Niemczech swojej epoki. Rodzina Donnersmarcków słynęła z ogromnej fortuny – tuż przed I wojną światową majątek księcia Guido szacowano na około 250 milionów marek w złocie, co stawiało go w gronie najbogatszych osób w kraju. Katarzyna, dysponując tym bogactwem, kontynuowała tradycję zamiłowania do luksusu. Jej pasją – podobnie jak wcześniej u pierwszej żony Guido, La Païvy – była biżuteria i klejnoty. Mąż spełniał te upodobania: około 1900 roku zamówił dla niej wyjątkowy diadem wysadzany 11 dużymi szmaragdami kolumbijskimi w kształcie gruszek (o łącznej masie ponad 500 karatów) oraz diamentami. Diadem ten, znany później jako Szmaragdy Donnersmarcków, stał się legendą w świecie jubilerskim – w 2011 roku sprzedano go na aukcji Sotheby’s w Genewie za rekordową kwotę ponad 11,2 mln franków szwajcarskich. Z kolei po śmierci La Païvy Katarzyna odziedziczyła lub otrzymała wiele drogocennych klejnotów, w tym słynne żółte diamenty Donnersmarcków, co ugruntowało sławę kolekcji jubilerskiej tej rodziny.
Mimo pozorów przepychu, relacje między Katarzyną a Guido nie zawsze układały się harmonijnie. Źródła wskazują, że z biegiem lat stosunki małżeńskie stały się chłodne – według relacji rosyjskich Katarzyna żyła z mężem wręcz „na nożach”. Nie przeszkodziło to jednak obojgu pełnić swoich ról publicznych. Katarzyna jako księżna udzielała się w życiu społecznym: uczestniczyła w dobroczynnych inicjatywach typowych dla arystokracji (takich jak wspieranie lokalnych instytucji charytatywnych czy fundacji założonych przez męża). Przykładem może być Fundacja Księcia Donnersmarcka w Berlinie, założona w 1916 roku przez Guido dla rehabilitacji inwalidów – Katarzyna patronowała podobnym przedsięwzięciom, choć częściej pozostawała w ich cieniu ze względu na prywatność.
Na Górnym Śląsku Katarzyna cieszyła się poważaniem zarówno w kręgach niemieckiej arystokracji, jak i – z racji rosyjskiego pochodzenia – budziła zainteresowanie polskiej społeczności. Była uważana za „panią na Świerklańcu”, rezydowała też w pałacu w Reptach i innych dobrach męża. Jej pozycja w arystokracji śląskiej była wyjątkowa: jako żona jednego z pięciu najbogatszych ludzi w Niemczech, dysponująca tytułem księżnej, górowała statusem nad wieloma rodzimymi rodami. Donnersmarckowie należeli do najstarszych i najpotężniejszych rodzin regionu (posiadali rozległe tereny od Tarnowskich Gór po Siemianowice i Bytom już od XVII wieku). Katarzyna, wnosząc do rodziny rosyjskie koneksje oraz dworskie maniery z Petersburga, dodatkowo nobilitowała ród w oczach europejskich elit.

### Ostatnie lata, Kozłowa Góra i śmierć
Księżna Katarzyna towarzyszyła mężowi do końca jego życia. Guido Henckel von Donnersmarck zmarł 19 grudnia 1916 roku, w trakcie I wojny światowej. Został pochowany w nowo wybudowanym rodowym mauzoleum w parku w Świerklańcu, wzniesionym w latach 1896–1897 według projektu Ottona Raschdorffa. Po śmierci męża 54-letnia Katarzyna pozostała na Górnym Śląsku jako wdowa z ogromnym majątkiem. Formalnie głową rodziny i spadkobiercą tytułu książęcego został jej najstarszy syn Guido „Guidotto” junior (od 1916 2. książę von Donnersmarck). W praktyce jednak Katarzyna nadal zarządzała częścią dóbr i rezydowała w swoich ulubionych posiadłościach. Po 1918 roku sytuacja polityczna Górnego Śląska uległa dramatycznej zmianie. Przegrana Niemiec w I wojnie światowej i powstania śląskie (1919–1921) doprowadziły do plebiscytu i podziału regionu między Niemcy a odrodzoną Polskę. Kluczowe posiadłości Donnersmarcków, w tym dobra świerklanieckie, znalazły się po stronie polskiej – Świerklaniec przeszedł pod zwierzchnictwo Polski na mocy porozumień powojennych. Również Kozłowa Góra, leżąca w powiecie tarnogórskim, od 1922 roku należała do Polski (weszła w skład autonomicznego województwa śląskiego). Katarzyna, pomimo niemieckiego obywatelstwa nabytego przez małżeństwo, zdecydowała się pozostać w swojej śląskiej rezydencji, zamiast wyjeżdżać do Niemiec. Osiadła na stałe w pałacu w Kozłowej Górze, który stał się jej głównym domem w latach dwudziestych. W rezydencji kozłowogórskiej Katarzyna spędziła ostatnie lata życia w stosunkowo spokojnej atmosferze. Pałac ten, zbudowany jeszcze za życia Guido, po jego śmierci przeszedł na własność ich syna Guidotta, lecz Katarzyna miała prawo dożywotniego użytkowania posiadłości. Okoliczni mieszkańcy wspominali ją jako dostojną, lecz życzliwą panią – wciąż utrzymującą dworskie zwyczaje, ale też angażującą się w drobne lokalne dobroczynności. W okresie międzywojennym, gdy Górny Śląsk znajdował się w granicach Polski, Katarzyna prawdopodobnie nauczyła się podstaw języka polskiego i pozostawała w kontaktach zarówno z polskimi władzami wojewódzkimi, jak i dawnymi niemieckimi sąsiadami po drugiej stronie nowej granicy. Mimo zmieniających się realiów, jej status i majątek zapewniały jej ochronę i komfort. 
Księżna Katarzyna Henckel von Donnersmarck zmarła 10 lutego 1929 roku w Kozłowej Górze, w wieku 67 lat. Przyczyną śmierci była najprawdopodobniej choroba o charakterze przewlekłym. Jej zgon nastąpił na terenie posiadłości, którą tak ukochała. Po uroczystościach pogrzebowych ciało Katarzyny złożono obok męża w rodowym mauzoleum Donnersmarcków w Świerklańcu. Był to ten sam neogotycki grobowiec, w którym wcześniej spoczęli Guido oraz jego pierwsza żona, La Païva. Niestety, pod koniec II wojny światowej to mauzoleum zostało splądrowane – w 1945 roku żołnierze Armii Czerwonej zdewastowali groby Donnersmarcków w poszukiwaniu kosztowności. Szczątki Katarzyny i jej męża zostały wówczas zbezczeszczone, a kosztowne trumny i insygnia uległy rozgrabieniu.

### Dzieci
- Guidotto Karl Lazarus (ur. 23 maja 1888 w Berlinie ; † 23 grudnia 1959 w Rottach-Egern ); 2. Książę Donnersmarcka ; ożenił się 13 lutego 1909 w Monachium (ślub kościelny 14 lutego) z księżniczką Anną Sayn-Wittgenstein -Berleburg (ur. 12 września 1884 w Egern am Tegernsee ; † 21 lutego 1963 w Wildbad Kreuth ); Potomkowie: hrabia Henckel von Donnersmarck i książęta Donnersmarck
- Kraft Raul Paul Alfred Ludwig Guido (12 marca 1890 w Berlinie; † 1 września 1977 w Rottach-Egern), s. 16. Wolny szlachcic z Beuthen, właściciel Repten.